# Ифвиль
Ифвиль (нем. Iffwil) — коммуна в Швейцарии, в кантоне Берн.
Входит в состав округа Фраубруннен. Население составляет 406 человек (на 31 декабря 2006 года). Официальный код — 0540.